# مارك هنت (لاعب كرة قدم)
مارك هنت (بالإنجليزية: Mark Hunt)‏ (5 أكتوبر 1969 في المملكة المتحدة - ) هو لاعب كرة قدم بريطاني في مركز الهجوم. لعب مع نادي روتشديل.